# أبسيلون الرامي
أبسيلون الرامي (بالإنجليزية: Upsilon Sagittarii)‏ هو نظام نجمي ثنائي طيفي يقع في كوكبة القوس. وهو النموذج الأولي للأنظمة الثنائية التي تفتقر إلى الهيدروجين، وواحد من أربعة أنظمة معروفة في العقد الأول من القرن الحادي والعشرين، يُصنف النظام على أنه ثنائي طيفي أحادي الطيف SB1، ولكن لوحظ وجود خطوط طيفية قوية للإثارة، تنشأ من النجم الثانوي، في الأشعة فوق البنفسجية 3. تم اكتشاف التغير في السرعة الشعاعية بسبب هذا الأخير في عام 1899. ثم تم حساب المدار الأول في عام 1914، مما أعطى نتيجة قريبة بشكل معقول من القيم الحالية.